# Rapatrié
Pour les articles homonymes, voir Rapatriement.
Ne doit pas être confondu avec réfugié, demandeur d'asile ou personnes déplacées.
On appelle rapatrié un citoyen se trouvant dans un pays étranger, soit temporairement, soit de manière permanente, et contraint de revenir dans son pays d'origine pour divers motifs, le plus souvent pour assurer sa sécurité à la suite d'une catastrophe naturelle, d'une révolte ou d'une guerre, qui ne lui permettent plus de séjourner dans son pays ou sa région d'adoption dans des conditions humainement acceptables.
Les rapatriés sont une catégorie particulière de réfugiés, en ce sens que leur pays d'accueil est leur patrie, c'est-à-dire le pays dont ils ont la nationalité. Cependant, il faut aussi faire la distinction entre enfants d'immigrés et enfants de rapatriés.
Le mot « rapatrié » doit être pris dans une acception précise. Il implique, le départ, l'admission et le sort du rapatrié dont le cadre est fixé par des textes législatifs ou administratifs qui en déterminent le mode et le statut.

## France
En France, le terme désigne les personnes nées françaises dans l’un des anciens territoires coloniaux avant les indépendances, soit dans l’un des pays suivants : Algérie, Bénin, Burkina Faso, Cameroun, République centrafricaine, Tchad, République du Congo, Gabon, Guinée, Côte d’Ivoire, Mali, Mauritanie, Niger, Sénégal, Togo, Djibouti, Comores, Madagascar, Vietnam, Cambodge et Laos.
Ceci concerne, par exemple, un million de personnes pour l'Algérie comprenant les personnes de communautés juives, chrétiennes et musulmanes, nées en Algérie française et présentes pour beaucoup depuis de nombreuses générations dans des départements français. Le mot exilé est plus approprié pour les Français d'Algérie. La dernière vague de rapatriés français est constituée de Français de Côte d'Ivoire, environ 10 000 personnes, ayant fui le pays à la suite des désordres de novembre 2004.
Selon la loi du 26 décembre 1961 relative à l’accueil et à la réinstallation des Français d’outre-mer, les rapatriés sont les « Français ayant dû quitter ou estimé devoir quitter, par suite d’événements politiques, un territoire où ils étaient établis et qui était antérieurement placé sous la souveraineté, le protectorat ou la tutelle de la France ».
Trois conditions sont fixées pour avoir la qualité de rapatrié :
- avoir été installé dans un territoire ayant accédé à l’indépendance ;
- avoir eu la nationalité française au moment de l’indépendance de ce territoire ;
- avoir quitté ce territoire par suite d’événements politiques directement liés à l’indépendance.

Au 31 décembre 2002, le nombre des rapatriés est de 1 483 321 représentant 425 000 familles[source insuffisante].
Leurs territoires d’origine sont les suivants :
- Algérie : 969 466 ;
- Maroc : 263 643 ;
- Tunisie : 180 223 ;
- Afrique noire et  Madagascar : 15 747 ;
- Indochine : 44 164 ;
- Égypte : 7 307 ;
- Autres ( Djibouti,  Comores et  Vanuatu) : 2 771.

Le terme rapatrié, même s'il est impropre dans la plupart des cas, puisque bon nombre de ces rapatriés n'ont jamais été en métropole, est donc essentiellement juridique et il a l’avantage de nommer précisément cette catégorie de Français installés en France après les indépendances.

### Rapatriés d'Afrique du Nord
Au Maroc, sur 200 000 Français, la moitié est partie en France dès l’indépendance en 1956, l’autre moitié a progressivement quitté le Maroc jusqu’en 1970. En Tunisie, 70 000 personnes sur 198 000 sont parties en France de 1954 à 1960, 17 000 après la crise de Bizerte et les derniers progressivement jusqu’en 1967. Pour l’Algérie, environ 800 000 Pieds-Noirs (Juifs inclus) quittent l'Algérie dont 512 000 entre les mois de mai et d'août 1962. En 1967, environ 1 400 000 rapatriés sont accueillis en France dont 90 % venant d’Afrique du nord.
Dans le recensement 2012, l'Insee dénombre 2 641 070 personnes résidant en France métropolitaine nés dans un des trois pays du Maghreb (1 355 686 en Algérie, 905 608 au Maroc et 379 776 en Tunisie). Parmi ces personnes 949 929 sont françaises de naissance (607 651 nées en Algérie, 213 261 nées au Maroc et 129 016 nées en Tunisie). Ces derniers chiffres comprennent les Français de souches européenne et nord-africaine, l'Insee ne faisant pas de distinction territoriale[réf. non conforme].

#### Algérie
Les 2/3 du nombre total des rapatriés viennent d'Algérie.
L'historien Abderahmen Moumen distingue trois grands groupes sociaux constituant les rapatriés d'Algérie :
- Les Européens rapatriés d'Algérie : communément appelés Pieds-Noirs, ils sont de loin les plus nombreux. En 1962, environ 800 000 Pieds-Noirs (Juifs inclus) quittent l'Algérie dont 512 000 entre le mois de mai et le mois d'août.
- Les Juifs rapatriés d'Algérie : souvent associés aux Pieds-Noirs, estimés à 120 000 en 1962, environ 110 000 s'installent en France en 1962.
- Les Français musulmans rapatriés (FMR), aussi appelés FSNA (Français de souche nord-africaine) avant l'indépendance, puis souvent englobés sous le terme générique de « harkis », ils sont constitués de plusieurs groupes différents : anciens membres des forces supplétives (Harkis, Moghazni, GMS…), militaires engagés ou appelés aux côtés de l'armée française et élites francisées (hauts fonctionnaires, membres du double collège, députés, sénateurs…). Ils sont au nombre de 138 458 au recensement de 1968 dont 85 000 supplétifs et leurs familles. La terminologie utilisée par l’administration pour les désigner a varié dans le temps : Français musulmans rapatriés (FMR) à partir de 1962, puis Français rapatriés de confession islamique (FRCI) en 1970 et enfin Rapatriés d’origine nord africaine (RONA) dans les années 1980. Aujourd’hui, deux termes se sont imposés : « FMR » et « harki », qui selon les contextes renvoient soit aux seuls harkis, soit à tous les supplétifs, soit encore à l’ensemble des FMR incluant supplétifs et non supplétifs.

D’après une enquête de l'IFOP, les pieds-noirs (Juifs inclus) ainsi que les personnes revendiquant une ascendance pied-noir, c’est-à-dire ayant au moins un parent ou un grand-parent pied-noir, sont au nombre de 3,2 millions en 2012 tandis que les Français musulmans rapatriés et leurs descendants sont au nombre de 800 000 soit au total près de 4 millions de personnes,.

### Note
1. ↑  Service central des rapatriés.